# Skeidsberget
Der Skeidsberget ist ein Hügel im ostantarktischen Königin-Maud-Land. Im Wohlthatmassiv ragt er 3 km nordwestlich des Gipfels des Skeidshovden auf.
Erste Luftaufnahmen entstanden bei der Deutschen Antarktischen Expedition 1938/39 unter der Leitung des Polarforschers Alfred Ritscher. Norwegische Kartographen, die ihn auch benannten, kartierten ihn anhand von Vermessungen und Luftaufnahmen der Dritten Norwegischen Antarktisexpedition (1956–1960).